# Marathonisi

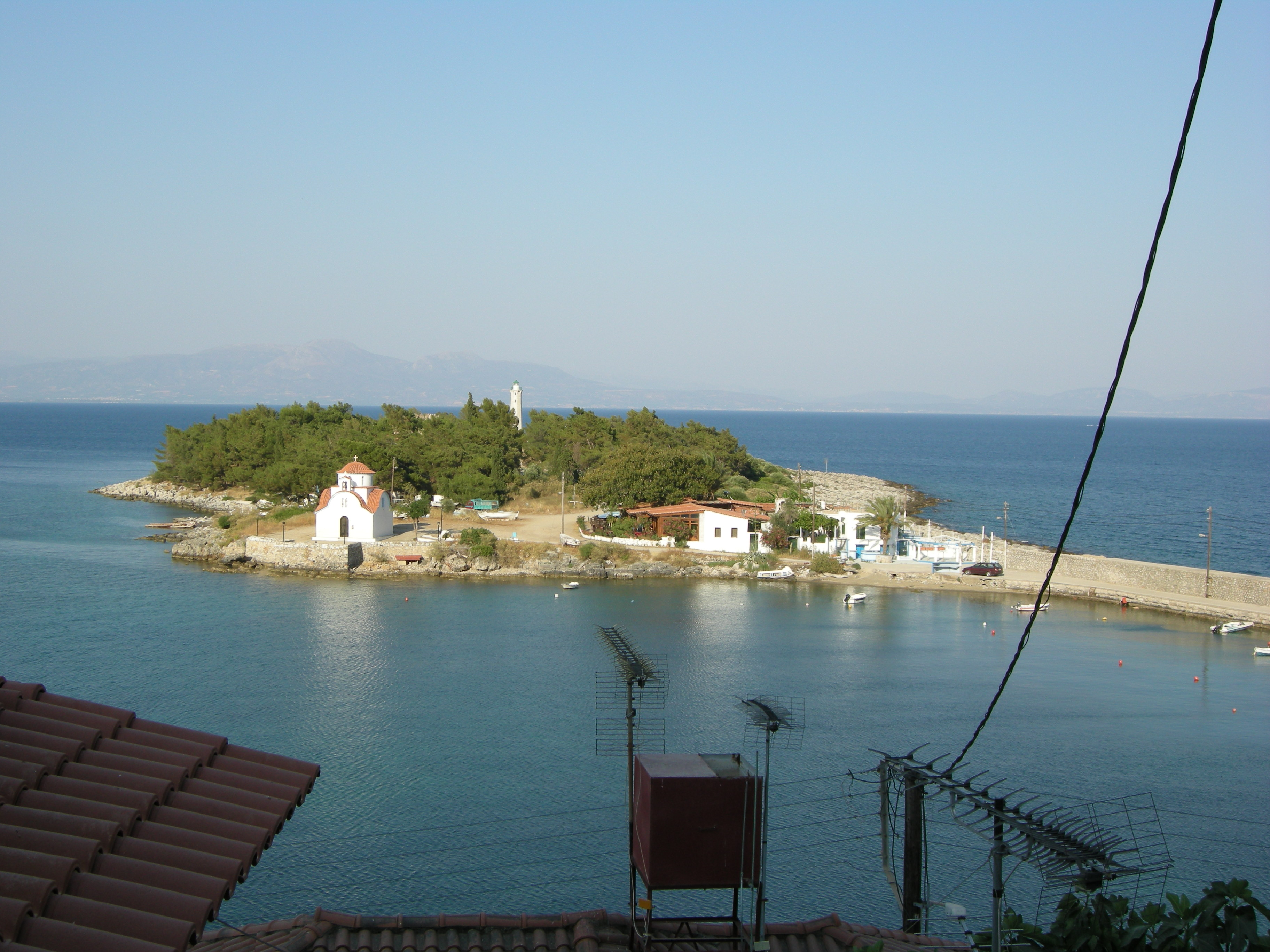
Marathonisi

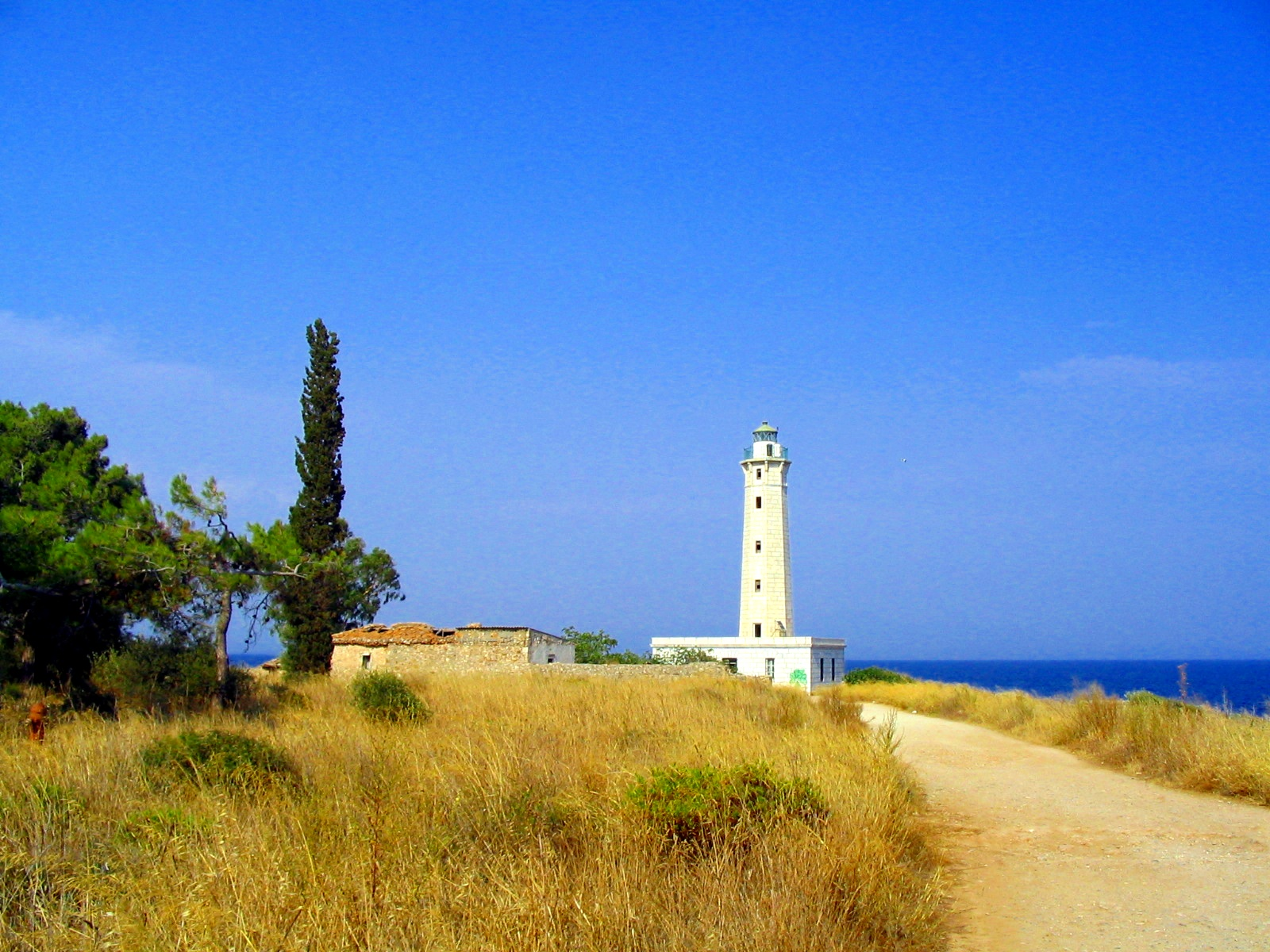
Leuchtturm auf Marathonisi

Marathonisi (griechisch Μαραθονήσι), in der Antike Kranaë (griechisch Κρανάη, lateinisch Cranae) ist eine kleine Insel südöstlich von Gythio. Die vorgelagerte Insel mit einem Pinienwäldchen und einem Leuchtturm grenzt die Hafenstadt malerisch gegen das offene Meer hin ab.
In der Mitte des Inselchens befindet sich der Giannetakis-Turm, der Wohnturm der Familie Gregorakis, der heute ein Museum beherbergt. Seit 1898 ist die Insel mit dem Festland durch einen Damm verbunden.

## Geschichte
Marathonisi war bereits während des Frühhelladikums (= frühe Bronzezeit) besiedelt. Während der Spätmykenischen Zeit (Späthelladikum III) umfasste die Siedlungsfläche etwa die Hälfte der Insel und war somit ein nicht unbedeutender Ort. Auf dem 2 km südlich von Gythio gelegenen Berg Mavrovouni wurden zudem mykenische Grabkammern entdeckt und die Überreste einer Tholos. Diese Funde und andere in der näheren Umgebung deuten auf ein mykenisches Zentrum hin. Am Ende der Bronzezeit wurde die Siedlung auf der Insel aufgegeben.
Nach der griechischen Sage verbrachten Paris und Helena hier ihre erste Liebesnacht.
Während der griechischen Freiheitskämpfe war die kleine Insel eines der Hauptzentren der griechischen Revolution und einer der wichtigsten Orte der freien lakonischen Liga. Nach dem Ausbruch der Revolution 1821 hisste die Familie Gregorakis, Mitglieder der Filiki Eteria, am 23. März die Revolutionsfahne auf Marathonisi und machte die Insel damit zum Operationszentrum der griechischen Flotte.